# Mozart Petersen
Christopher Knudsen Mozart Petersen (4. maj 1817 i København – 26. februar 1874 sammesteds) var en dansk klarinettist og kgl. kapelmusikus.
Han var søn af klarinettist og kgl. kapelmusikus Peter Christian Petersen (1785-1824) og Diderica Claudine Knudsen (ca. 1793-1871) og blev opkaldt efter Wolfgang Amadeus Mozart. Fra barnsben af fik Mozart Petersen sammen med sin ældre broder Peter Christian Crusell Petersen (1815-1830) undervisning på klarinet. Efter faderens pludselige død fik de undervisning hos de to kgl. kapelmusici Jens Krag og Johan Nicolai Braunstein.
Broderen døde allerede som femtenårig, mens Mozart Petersen fra 1832 til sin død var et af Kapellets mest berømmede medlemmer. Han opdyrkede en forbilledlig teknik, fremelskede en rund og fyldig tone og var velbevandret i de fleste genrer. Petersen var primært solist og havde ikke sin force inden for kammermusikken. Som person overgik der ham både disciplinærstraffe og gældsproblemer, men disse stod i baggrunden for hans glorværdige karriere som musiker. Han var indtil sin tidlige død en af Kapellets fornemste kunstnere, som ofte blev nævnt som del af "Det store Trekløver", hvis andre kunstnere var oboisten Christian Schiemann og fløjtenisten Niels Petersen. Mozart Petersens karriere fik et tragisk endeligt, da han en vinternat faldt i Nyhavn og druknede.
Petersen blev gift 24. juli 1842 i Gedesby Kirke med Agnete Marie Linderstrøm (29. oktober 1815 i Sorø - 19. maj 1843 i København), datter af ritmester, senere fyrinspektør på Gedser Odde Carl Frederik Linderstrøm (1777-1845, gift 2. gang 1819 med Nicoline Christine Marie Østerild, 1780-1847) og Charlotte Amalie Bech (1779-1828; ægteskabet opløst).
Han er begravet på Holmens Kirkegård.

## Gengivelser
- Pastel af Emil Bærentzen ca. 1860 (Det Kongelige Teater)
- Afbildet på Albert Rüdingers maleri fra Det Kongelige Teater 1867
- Radering af C.C. Andersen 1874 (Det Kongelige Bibliotek)